# ピアンフェーイ
ピアンフェーイ（伊: Pianfei）は、イタリア共和国ピエモンテ州クーネオ県にある、人口約2,100人の基礎自治体（コムーネ）。

## 地理

### 位置・広がり
| 隣接するコムーネは以下の通り。 - キウーザ・ディ・ページオ - マルガリータ - モンドヴィ - ロッカフォルテ・モンドヴィ - ヴィッラノーヴァ・モンドヴィ |

#### 地震分類
イタリアの地震リスク階級 (it) では、3 に分類される
。

## 行政

### 分離集落
ピアンフェーイには、以下の分離集落（フラツィオーネ）がある。
- Ambrosi, Bassa, Blangetti, Gariè, Mussi, Prato Salice, Ressia, Revelli, Viglioni